# Horror Cannibal 2
Pour les articles homonymes, voir Cannibal.
Horror Cannibal 2 (titre original : Mondo cannibale) est un film italien réalisé par Bruno Mattei, sorti en 2003.

## Synopsis
Une équipe de TV font un reportage sur les tribus des indigènes cannibales.

## Fiche technique
- Titre : Horror Cannibal 2
- Titre original : Mondo cannibale
- Titre international : Cannibal World
- Réalisation : Bruno Mattei
- Scénario : Bruno Mattei et Giovanni Paolucci
- Production : Giovanni Paolucci
- Musique : Stefano Cannone, Andrea Fasola et Francesco Infarinato
- Photographie : Luigi Ciccarese
- Montage : Elio Lamari et Bruno Mattei
- Pays d'origine : Italie
- Format : Couleurs - 1,77:1 - Stéréo - DV
- Genre : Aventure, horreur
- Durée : 91 minutes
- Date de sortie : 2003 (Italie)
- Classification : Interdit aux moins de 16 ans.

## Distribution
- Helena Wagner : Grace Forsyte
- Claudio Morales : Bob Manson
- Cindy Jelic Matic : Cindy Blair
- Eniko Bodnar : le secrétaire de Digby
- Zsilvia Chernel : le directeur de KSBC
- Chan Lee : le présentateur de TVN
- Domiziano Arcangeli : Ludwig

## Autour du film
- Le film fut tourné aux Philippines dans la foulée de Horror Cannibal, dont les acteurs Claudio Morales et Cindy Jelic Matic faisaient également partie de la distribution[1].
- À noter, une petite apparition de l'acteur Mike Monty dans le rôle, non crédité, du père Schroeder. Ce dernier, qui avait rencontré le cinéaste sur Double target - Cibles à abattre (1987), retravailla par la suite avec ce dernier sur Strike Commando : Section d'assaut (1987), Zombi 3 (1988), The Tomb (2004) ou The Jail: A Women's Hell (2006).